# Hrabstwo Raleigh
Hrabstwo Raleigh (ang. Raleigh County) – hrabstwo w stanie Wirginia Zachodnia w Stanach Zjednoczonych. Obszar całkowity hrabstwa obejmuje powierzchnię 609,34 mil² (1578,18 km²). Według szacunków United States Census Bureau w roku 2010 miało 78 859 mieszkańców.
Hrabstwo powstało w 1850 roku. 

## Miasta
- Beckley
- Lester
- Mabscott
- Rhodell
- Sophia[4]

## CDP

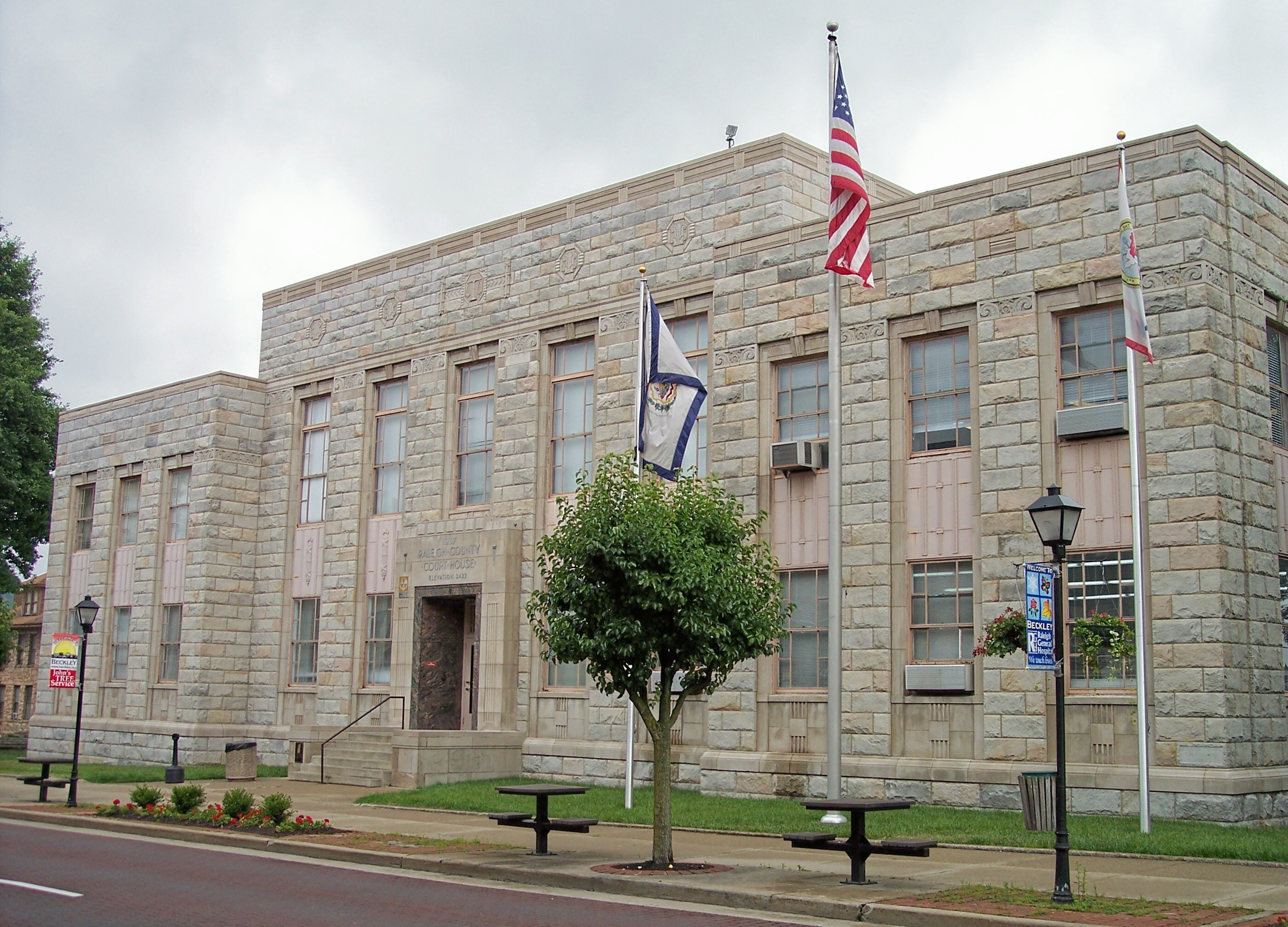
Budynek administracji (courthouse) w Beckley

- Beaver
- Bolt
- Bradley
- Coal City
- Crab Orchard
- Daniels
- Eccles
- Ghent
- Glen White
- Helen
- MacArthur
- Piney View
- Prosperity
- Shady Spring
- Stanaford[4]

| Populacja hrabstwa w poprzednich latach | Populacja hrabstwa w poprzednich latach |
| Rok                                     | Liczba ludności                         |
| --------------------------------------- | --------------------------------------- |
| 1980                                    | 85 899                                  |
| 1990                                    | 76 819                                  |
| 2000                                    | 79 220                                  |
| 2010                                    | 78 859                                  |